# Cung điện ở Brunów
Cung điện ở Brunów (tiếng Ba Lan: Pałac w Brunowie) là một cung điện lâu đời, có từ thế kỷ 18 tại làng Brunów, huyện Lwówecki, tỉnh Dolnośląskie, Ba Lan. Công trình kiến trúc này có tên trong danh sách di tích. Hiện tại, cung điện thuộc sở hữu tư nhân và được trưng dụng làm khách sạn.

## Lịch sử
Cung điện ở Brunów gắn liền với nhiều sự kiện lịch sử:
- Một trang viên ở Brunów được nhắc đến vào thế kỷ 15. Sau đó, trang viên này được chuyển thành một công trình phòng thủ thuộc sở hữu của gia đình quý tộc Silesian Zedlitz cho đến năm 1740.
- Sau đó, Bernard von Schmettau trở thành chủ sở hữu mới của khu bất động sản này và tiến hành xây dựng lại trang viên cũ thành một cung điện phong cách Baroque với hai tầng. Bên cạnh đó, ông còn xây thêm một trang trại và một ngôi nhà ở dành cho quản gia.
- Trong giai đoạn 1750-1786, chủ sở hữu tiếp theo của cung điện là Bá tước Philip Hermann von Sonnenburg.
- Vào năm 1787, khu bất động sản này được bán lại cho Krzysztof-Ernest von Schweinitz. Ba tuần sau, cung điện và các tòa nhà xung quanh bị thiêu rụi trong một trận hỏa hoạn. Gia đình Schweinitz bắt đầu xây dựng lại tài sản này theo phong cách tân Baroque và hoàn thành vào năm 1789.
- Từ năm 1838, gia đình quý tộc Cottenet tiếp quản tài sản này.
- Trong giai đoạn 1900-1901, cung điện được xây dựng lại một lần nữa theo phong cách cổ điển.
- Sau năm 1933, cung điện trở thành tài sản của Đức Quốc xã.
- Sau năm 1945, cung điện được Kho bạc Nhà nước quản lý.
- Hiện nay, cung điện thuộc sở hữu tư nhân và được trưng dụng làm khách sạn.[2]